# Barthélemy de Quincy
Barthélemy de Quincy († 26. September 1302 auf Aruad) war ein französischer Adliger und Marschall des Templerordens.
De Quincy stammte aus der Ordensprovinz Burgund. Als sich der Templerorden nach dem Fall von Akkon und dem Verlust aller Templerburgen an der Levanteküste auf Zypern reorganisierte, übernahm er 1292 vom neugewählten Großmeister Jacques de Molay das Amt des Marschalls. Der Orden bemühte sich in den Folgejahren, im Bündnis mit den Mongolen unter Ghazan Ilchan, einen Feldzug zur Rückeroberung des Heiligen Landes zu organisieren.
Ende September 1300 brach Ghazan von Täbris auf, während Templer und Hospitaliter und der König von Zypern ihre Truppen auf der Insel Aruad vor der ehemaligen Templerhochburg Tartus in Stellung brachten. Doch ein ungewöhnlich strenger Winter brachte den Vormarsch der Mongolen zum Erliegen, und Ghazan musste den Angriff auf die Mamluken auf einen späteren Zeitpunkt verschieben. Einstweilen hielten die Templer die Insel und unternahmen von dort immer wieder Streifzüge auf das Festland. Barthélemy führte das Kommando über die kleine Templergarnison auf der Insel, als diese 1302 von den Mamluken (Sultanat Kairo) angegriffen wurde (Belagerung von Aruad). Die Templer leisteten erbitterten Widerstand, wurden nach anfänglichen Erfolgen schließlich in den zentralen Donjon der Inselfestung zurückgedrängt und vereinbarten, als ihnen die Vorräte ausgingen, mit den Belagerern, die Insel am 26. September 1302 zu übergeben, unter der Bedingung, dass sie freies Geleit in ein christliches Land ihrer Wahl erhielten. Als sie daraufhin die Festung verließen, brachen die Mamluken die Vereinbarung und überfielen die Christen. Barthélemy wurde beim folgenden Gefecht am Strand getötet.